# Loxophlebia flavinigra
Loxophlebia flavinigra là một loài bướm đêm thuộc phân họ Arctiinae, họ Erebidae.